# Lucillo di Tarra
Lucillo di Tarra (in greco antico: Λούκιλλος Ταρραῑος?, Loùkillos Tarraìos; Tarra, metà II secolo d.C. – fine II secolo d.C.) è stato un grammatico greco antico.

## Biografia
Lucillo (o Lucio, come le fonti a volte indicano) nacque, come informa Stefano di Bisanzio, a Tarra, città di Creta, da cui, per antonomasia, venne detto il Tarreo. Ebbe una scuola anche piuttosto importante, visto che due citazioni lo introducono con la formula "i discepoli di Lucillo" (riservata a grammatici di fama).

## Opere
Delle opere di Lucillo rimangono frammenti. Uno dei suoi testi, accanto ai trattati di grammatica (Γραμματικά), fu la Storia di Tessalonica, di cui abbiamo alcuni frammenti in Stefano di Bisanzio, probabilmente scritta perché in quella città Lucillo ebbe la sua scuola di retorica. 
Di uno Hypomnema ("commentario") al poema di Apollonio Rodio abbiamo cinque menzioni negli scolii alle Argonautiche, che ci fanno intravedere come Lucillo si occupasse di commentare il poema dal punto di vista delle etimologie, del lessico geografico e, ovviamente, di lezioni testuali. 
Ulteriori frammenti provengono dai 3 libri del Περί παροιμιῶν (Sui proverbi), in cui, oltre a distinguere tra apologo e proverbio in sede proemiale, riportava proverbi che aveva anche raccolto da testimonianze oraliː «quella che ne esce (...) è l'immagine di un paremiografo periegeta che trascrive le versioni locali su proverbi anche noti».